# 円本

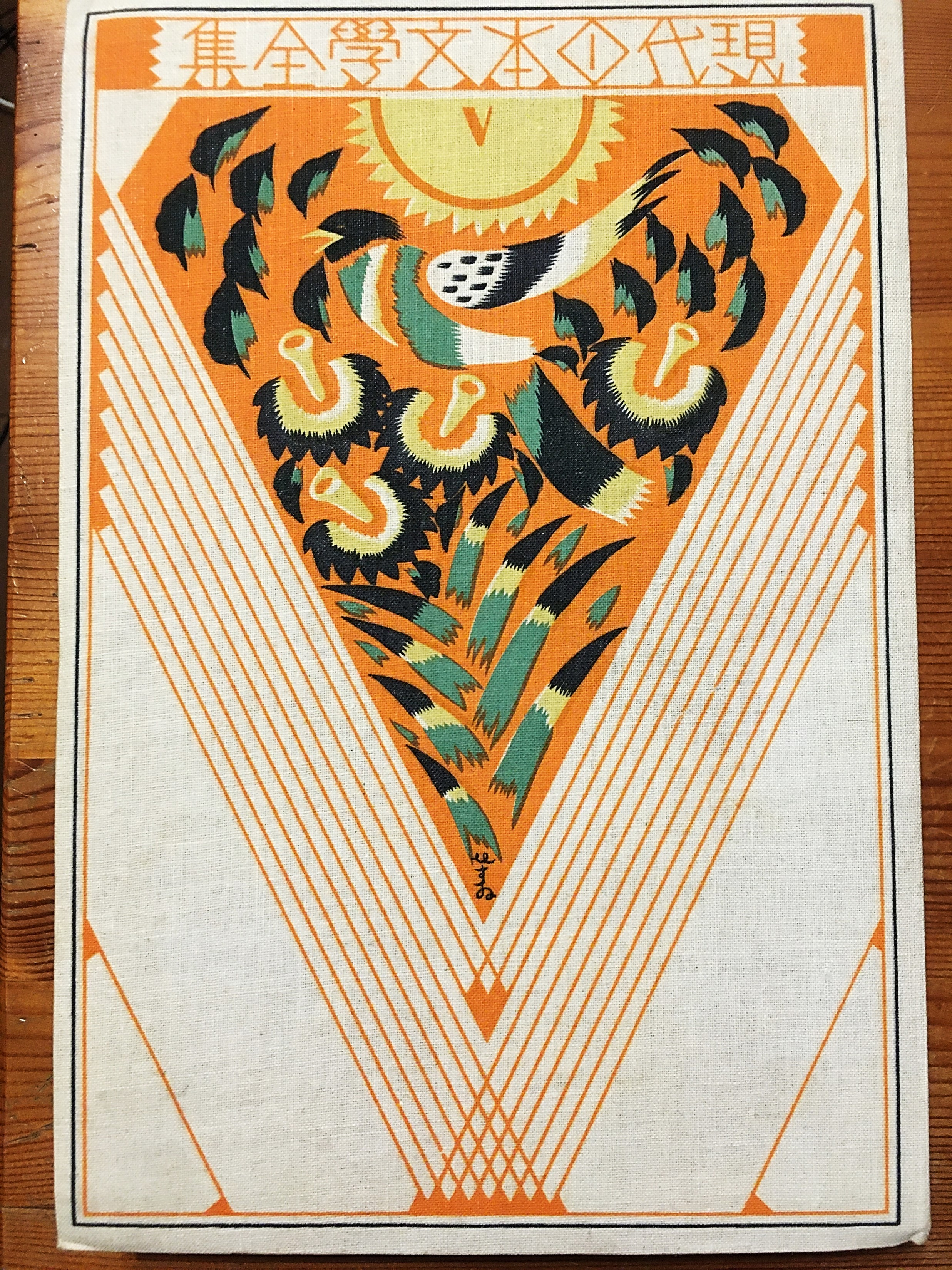
改造社『現代日本文學全集』

円本（えんぽん）とは、1926年（大正15年）末から改造社が刊行を始めた『現代日本文学全集』を口火に、各出版社から続々と出版された1冊1円の全集類の俗称、総称である。庶民の読書欲にこたえ、日本の出版能力を整えただけでなく、執筆者たちをうるおした。

## 概略
関東大震災は出版業界にも深い傷を残し、その傷のなかで倒産寸前であった改造社の社長山本実彦が、1926年（大正15年）11月、1冊1円、薄利多売、全巻予約制、月1冊配本の『現代日本文学全集』の刊行に社運を賭け、翌月『尾崎紅葉集』を配本した。自己資金を持たない自転車操業的な企画であったが、期待をはるかに上回る23万人の応募者による予約金23万円が出版資金となって、がぜん頽勢を挽回した。
「円本」の呼び名は出版社側の命名でなく、1925年（大正14年）の大阪市、1927年（昭和2年）の東京市に登場した市内1円均一の「円タク」から、たまたま派生したとされる。当時の1円は大学出の初任給の約2%に相当した。円本がその1円を廉価と謳えたほどに、それまでの本は高価なものであった。
1927年（昭和2年）前後から毎月1冊ずつ配本したが、円本自体が急速に飽きられるようになり、1930年（昭和5年）過ぎにブームが鎮静化した。解約者も出て売れ残った円本が投売りされ、余裕のない階層も円本を買えるようになった。
第二次世界大戦後の一時期に円本ブームが再燃したが、この時期は既にインフレーションで通貨価値が目減りしており、1ページあたりの価格競争であった。1949年（昭和24年）5月に河出書房が1ページあたり53銭で『現代日本小説大系』を廉価版（定価180円）として出版すると、春陽堂が1ページあたり35銭で『現代長編小説全集』を出版。以後、各社が競って小説集を出版した。最終的には講談社が1ページあたり20銭8厘という廉価版を出版して、出版合戦に終止符を打った。資本力で対抗できない中・小出版社は返本の山を築いた。

## おもな「円本」全集
各出版社が出版した、おもな「円本」全集を列記する。右端の万の数字は、大約の発行点数である。
| 全集名                   | 巻数  | 出版社   | 発行期間            | 発行点数 |
| ------------------------ | ----- | -------- | ------------------- | -------- |
| 現代日本文学全集         | 63巻  | 改造社   | 1926年12月 - 1931年 | 25万     |
| 世界文学全集             | 57巻  | 新潮社   | 1927年3月 - 1930年  | 40万     |
| 世界大思想全集           | 126巻 | 春秋社   | 1927年 - 1933年     | 10万     |
| 明治大正文学全集         | 60巻  | 春陽堂   | 1927年6月 - 1932年  | 15万     |
| 日本戯曲全集             | 50巻  | 春陽堂   | 1928年 - 1931年     |          |
| 現代大衆文学全集         | 40巻  | 平凡社   | 1927年5月 - 1932年  |          |
| 世界美術全集             | 36巻  | 平凡社   | 1927年 - 1932年     |          |
| 新興文学全集             | 24巻  | 平凡社   | 1928年 - 1930年     |          |
| 近代劇全集               | 43巻  | 第一書房 | 1927年6月 - 1930年  |          |
| 日本児童文庫             | 76巻  | アルス   | 1927年5月 - 1930年  | 30万     |
| 小学生全集               | 88巻  | 興文社   | 1927年5月 - 1929年  | 30万     |
| マルクス・エンゲルス全集 | 20巻  | 改造社   | 1928年 - 1930年     |          |

価格の例外としては、1冊50銭の『日本児童文庫』（アルス）や35銭の『小学生全集』（興文社）が挙げられる。改造社の『現代日本文学全集』に関しても、並製は1冊1円であったが、上製は1冊1円40銭であった。似た趣向の、たとえば『現代日本文学全集』（改造社）と『明治大正文学全集』（春陽堂）や『日本児童文庫』（アルス）と『小学生全集』（興文社）の宣伝合戦は泥仕合的に激しかった。
上述の円本のほか、『経済学全集』（改造社）、『現代法学全集』（日本評論社）、『漱石全集普及版』（岩波書店）、『石川啄木全集』（改造社）、『蘆花全集』（新潮社）、『菊池寛全集』（平凡社）、『日本地理大系』（改造社）などの全集・叢書の類もこの時期に刊行されており、これらの本の総発行点数は300万冊以上と推定される。

## 影響
1927年（昭和2年）の岩波文庫の発売が円本に触発されたことは、同文庫巻末の岩波茂雄名の『読書子に寄す』に明らかである。また、同年の末ごろから、印税で「円本成金」になった文士たちが相次いで海外旅行に出かけたともいう。昭和初期に文字を覚えた世代、したがってのちに十五年戦争に巻き込まれた世代の日本人の大勢は、円本と文庫本によって内外の文芸・芸術・文物に親しんだ。
円本に押されて、雑誌・単行本の発行部数が一時的に減ったが、円本ブームの影響を受けて、出版業界における製本から販売までのマスプロ体制が確立された一面もある。

## そのほかの意味
1971年（昭和46年）のニクソン・ショックを発端とする円の切り上げに関する問題を解説した本を指して「円本」と呼ぶこともある。